# 卡利尼夫米斯特
50°16′55″N 32°28′26″E / 50.28194°N 32.47389°E
卡利尼夫米斯特（烏克蘭語：Калинів Міст），是烏克蘭中部的村莊，隸屬波爾塔瓦州的盧布尼區。該村距離佩爾紹特拉夫涅韋2公里，面積1.491平方公里，海拔高度108米，人口434。